# 西湖莼菜

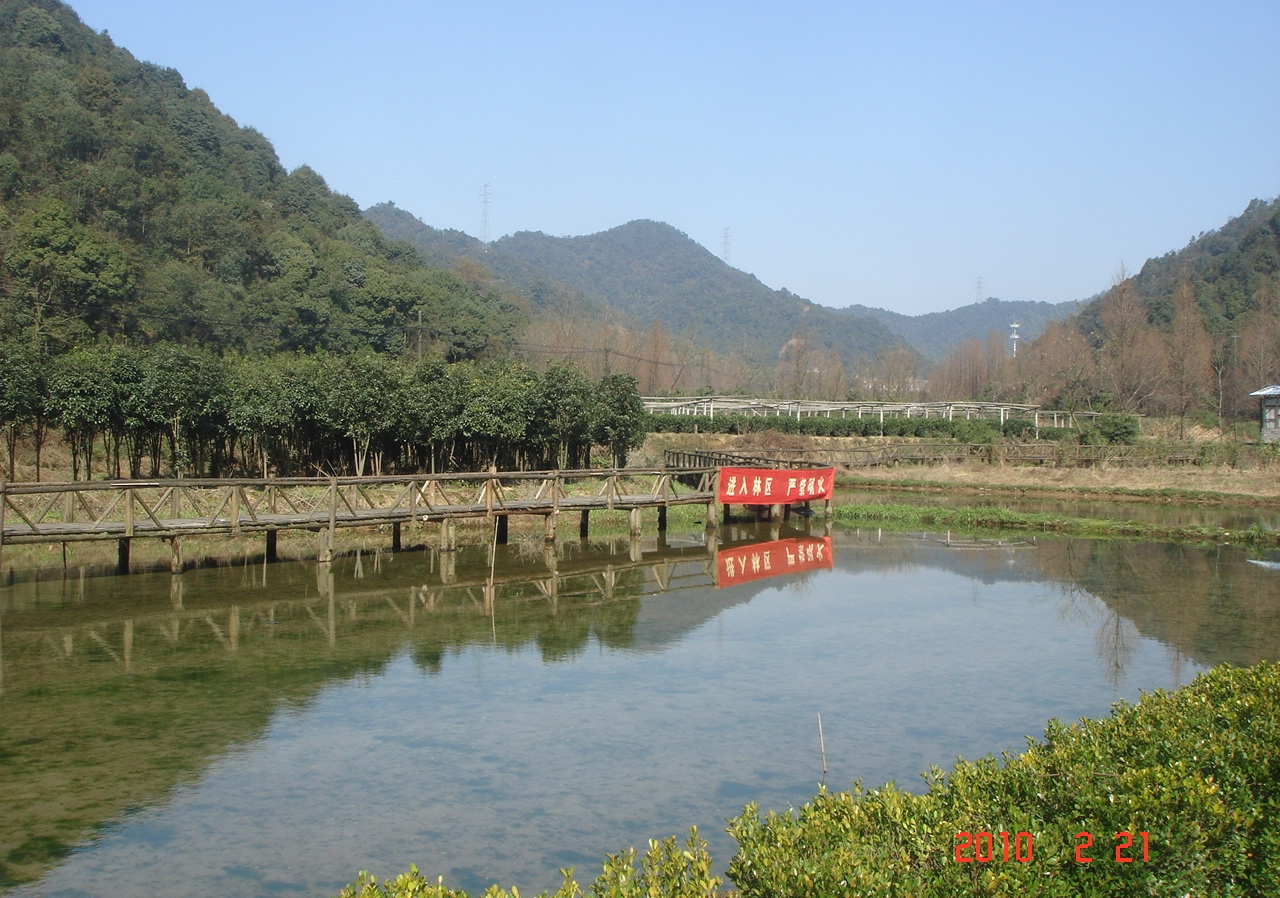
浙江杭州大清谷莼菜塘上的廊道

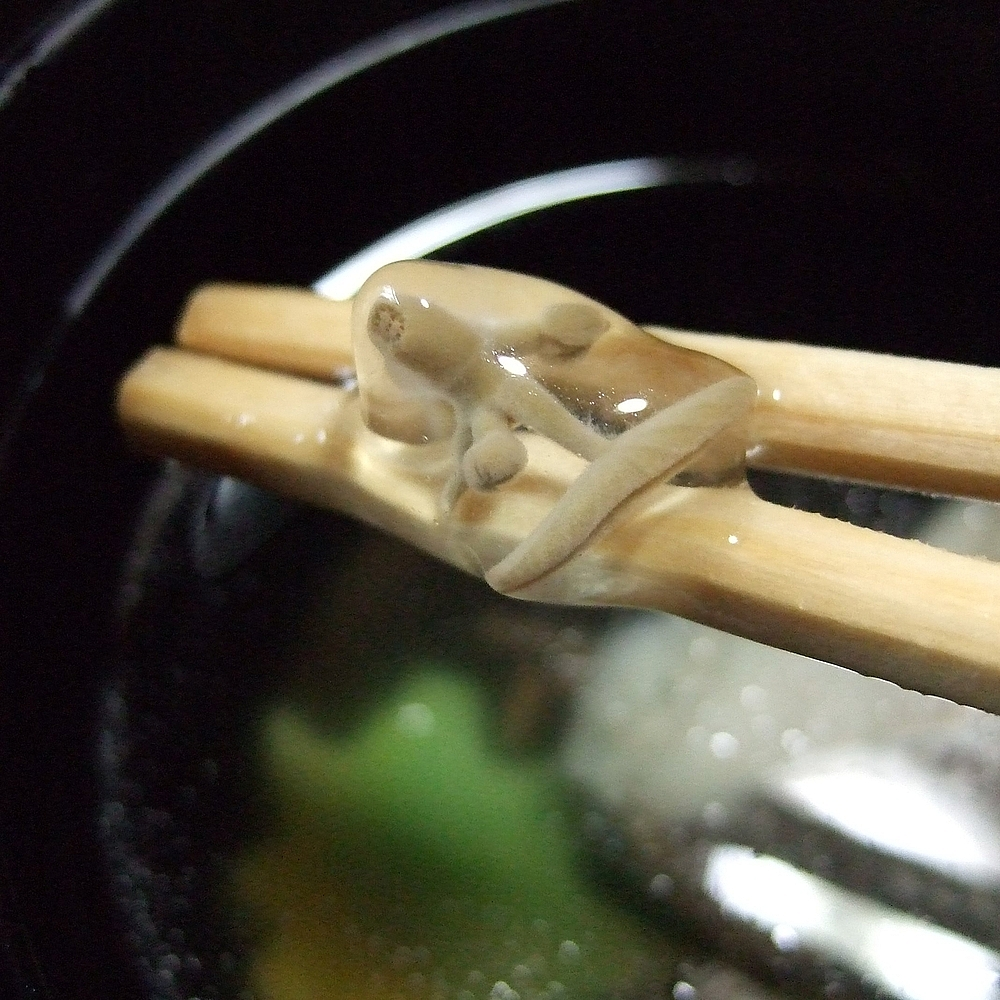
莼菜汤

西湖莼菜，是指用西湖的莼菜制作的一道菜，属于中国浙菜杭帮菜的代表。西湖莼菜也可以指制作西湖莼菜汤的材料，属浙江杭州当地土特产。

## 特点
莼菜，又名马蹄草、水莲叶，是一种珍贵水生植物，当地主要产地有铜鉴湖。其嫩茎、嫩芽、卷叶周围都有白色透明的胶状物，营养很高，并且口感清爽。当地人以西湖莼菜制汤（西湖莼菜汤），又称鸡火莼菜汤，为杭州当地传统名菜，常用火腿丝、鸡脯丝为辅料烹制而成。

## 开发
莼菜有较早的饮食史，但当地最初并不常用。改革开放之后，有大批外国游客抵达杭州观光，有日本游客提出要吃西湖莼菜汤。当地宾馆在上泗探查出铜鉴湖有大量莼菜，之后浙江省外贸公司根据市场需求，决定在当地建立莼菜生产基地，并于1979年办起杭州西湖莼菜厂，为浙江省第一家农贸联营的西湖莼菜加工企业。之后随着经济不断向好，当地有大量企业开始从事莼菜加工企业。2007年，杭州市种子总站承担了“西湖莼菜种质资源保护区建设项目”，该项目为当年浙江省级种质资源保护的十大项目之一。2009年，入选西湖区第二批非物质文化遗产名录。